# Jacob Venance Koda
Jacob Venance Koda (* 9. Dezember 1957 in Kilomeni) ist emeritierter Bischof von Same.

## Leben
Jacob Venance Koda empfing am 25. Juni 1987 die Priesterweihe und wurde in den Klerus des Bistums Same inkardiniert.
Papst Johannes Paul II. ernannte ihn am 16. März 1999 zum Bischof von Same. Die Bischofsweihe spendete ihm der Erzbischof von Daressalam, Polycarp Kardinal Pengo, am 30. Mai desselben Jahres; Mitkonsekratoren waren Josaphat Louis Lebulu, Erzbischof von Arusha, und Matthias Joseph Isuja, Bischof von Dodoma.
Von seinem Amt trat er am 15. April 2010 zurück.